# SN 2007de
SN 2007de – supernowa typu Ia odkryta 4 kwietnia 2007 roku w galaktyce A140739+1928. W momencie odkrycia miała maksymalną jasność 19,70m.